# Gravure lapidaire
Pour les articles homonymes, voir Gravure (homonymie).

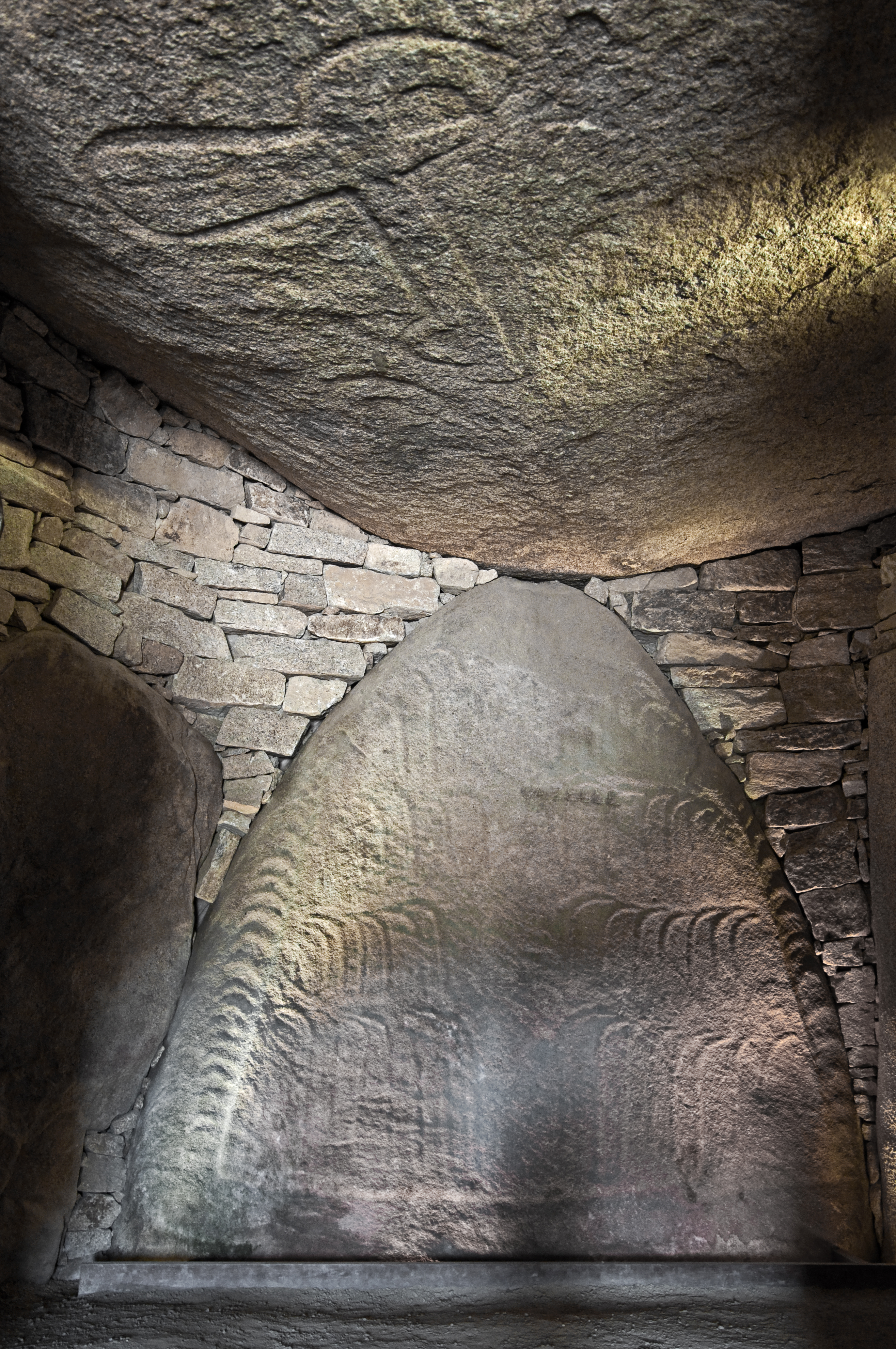
Les monuments de la Préhistoire, comme la Table des Marchand à Locmariaquer, comportent déjà des gravures lapidaires sur les pierres qui les constituent, ici des pétroglyphes sur des mégalithes.

La gravure lapidaire désigne à la fois la technique de gravure sur pierre, et l'œuvre qui en résulte. Quand il s'agit de l'écriture d'inscriptions en creux sur des plaques, dans l'architecture ou les monuments, on parle plus précisément d'inscription lapidaire.
La gravure lapidaire est une œuvre unique destinée à être vue et lue sur place, contrairement à l'estampe, qui résulte de la reproduction d'une gravure. Elle a été utilisée depuis la Préhistoire et pendant toute l'Antiquité.  Elle est toujours pratiquée, quoiqu'en proportions plus réduites que par le passé, notamment pour les monuments funéraires.   
Le graveur sur pierre est appelé lapicide.